# Aphantorhaphopsis
Aphantorhaphopsis is een vliegengeslacht uit de familie van de sluipvliegen (Tachinidae).

## Soorten
- A. brunnescens (Villeneuve, 1921)
- A. samarensis (Villeneuve, 1921)
- A. selecta (Pandelle, 1894)
- A. siphonoides (Strobl, 1898)
- A. starkei (Mesnil, 1952)
- A. verralli (Wainwright, 1928)